# سسک نیزار استرالیایی
سسک نیزار استرالیایی (نام علمی: Acrocephalus australis) نام یک گونه از سرده سسک‌های نیزار است.